# Metironeus hesperus
Metironeus hesperus là một loài bọ cánh cứng trong họ Cerambycidae.